# Vista Hermosa, Soledad de Doblado
Vista Hermosa är en ort i Mexiko.   Den ligger i kommunen Soledad de Doblado och delstaten Veracruz, i den sydöstra delen av landet, 290 km öster om huvudstaden Mexico City. Vista Hermosa ligger 103 meter över havet och antalet invånare är 190.
Terrängen runt Vista Hermosa är platt. Runt Vista Hermosa är det ganska tätbefolkat, med 104 invånare per kvadratkilometer. Närmaste större samhälle är Soledad de Doblado, 5,5 km söder om Vista Hermosa. Omgivningarna runt Vista Hermosa är en mosaik av jordbruksmark och naturlig växtlighet.